# Peracle reticulata
Peracle reticulata är en snäckart som först beskrevs av d'Orbigny 1836.  Peracle reticulata ingår i släktet Peracle och familjen Peraclididae. Inga underarter finns listade i Catalogue of Life.